# ウィーン巡り
『ウィーン巡り』（ウィーンめぐり、ドイツ語: Rund um Wien）は、ヨーゼフ・バイヤーが作曲したバレエ。ワルツ王ヨハン・シュトラウス2世の音楽家生活50周年の祝賀作品として制作された。台本はフランツ・クサーヴァー・ガウルとアルフレート・マリア・ヴィルナーが担当した。

## 概要
1844年10月15日、ヨハン・シュトラウス2世はカジノ・ドムマイヤーにおいて音楽家デビューを果たした。それから50年後の1894年10月15日前後、シュトラウス2世の音楽家生活50周年を記念する一連の祝賀行事がウィーン各地で挙行された。
10月13日にウィーン宮廷歌劇場において初演されたこの『ウィーン巡り』も、シュトラウス2世の祝賀作品として制作されたバレエであった。特に初演時の第3景は「ヨハン・シュトラウスの音楽による情景」と題され、多くのシュトラウス音楽が引用されている。初演時の第3景の記録を以下に記す。
上演途中でありながら、観客のあまりの熱狂ぶりにバレエは一時中断となったのである。この状況を目の当たりにしたシュトラウス2世は、「充分すぎるよ。私はこれに見合うようなことはしていない。充分すぎないかい？」という言葉を残したという。
初演されてからも、ウィーン宮廷歌劇場のレパートリーとして再演を重ねた。1894年から1906年までの上演回数は64回にのぼる。ただし、シュトラウス2世の祝祭のための機会音楽をそのまま使用し続けるわけにはいかなかった。祝賀から通常上演へと上演目的が転じたことにより、初演時にはバレエ全体の26%を占めていた第3景「ヨハン・シュトラウスの音楽による情景」は、第2回公演からは第IV景「ロトゥンデでの慈善祭：ウィーンのダンス音楽」というシュトラウスの名を外した表記に変更され、改訂された最終稿では全体の21%にまで削減された。改訂を重ねるうちに、バレエの中心軸はシュトラウス2世を祝賀する第IV景（元の第3景）から第II景・第III景へと移っていったのである。

## 物語
ウィーンの貧しい娘マリーは、裕福な伯爵の誘惑に屈し、彼女を熱愛するルドルフをはねつけて父の家を去る。ところが、伯爵は競馬に負けて全財産を失い、マリーは勝者である老スポークスマンのものとなる。競馬好きで無愛想な愛人とともにホイリゲを訪ねて陽気に踊るマリーだったが、そこで父とルドルフに遭遇する。ふたりはマリーを寄せ付けず、良心の呵責からマリーは酒に溺れてゆく。
やがてマリーを不幸が襲う。債権者がマリーの全財産を持ち去り、召使いたちも彼女のもとを去る。絶望したマリーはドナウ川に身投げしようとする。間一髪でルドルフが現れて彼女を救い、ルドルフと父はマリーを許す。

## シュトラウス・モチーフの引用
27曲ものシュトラウス音楽のモチーフの引用が確認されている。バイヤーは『ウィンナ・ワルツ』と『ドナウの水の精』においてシュトラウス音楽を引用した経験を持っていたが、上記2作で引用されたシュトラウス2世の楽曲がop.300前後に集中しているのに対し、この『ウィーン巡り』ではシュトラウス2世の祝祭を意識してワルツ『記念の詩』（op.1）を筆頭とする初期作品が盛り込まれている。
以下、引用されたシュトラウス2世の楽曲を列挙する。右側の「*」は改訂版で削除されたことを示す（完全削除・一部削除の区別は付けず）。
| - ワルツ『ジャーナリスト』（op.321）* - ワルツ『山の上から』（op.292）* - ワルツ『人生を楽しめ』（op.340）* - ポルカ『狩りの合図』（op.308） - ポルカ『サフランの花』（op.302） - ワルツ『酒、女、歌』（op.333）* - 『女王のガヴォット』（op.391）* - 『こうもりポルカ』（op.362） - 『こうもりのカドリーユ』（op.363） - 『メトゥザレム・カドリーユ』（op.376） - ポルカ『野火』（op.313） - ワルツ『記念の詩』（op.1）* - ワルツ『幻影』（op.64） | - ワルツ『マキシングの踊り』（op.79） - ワルツ『陽気な贈り物』（op.73） - ワルツ『蛍』（op.82） - ワルツ『神託』（op.90）* - ワルツ『美しく青きドナウ』（op.314） - 『ルイーズ・ポルカ』（op.339）* - ワルツ『宮廷舞踏会』（op.298） - ワルツ『宣伝ビラ』（op.300） - ワルツ『ウィーンのボンボン』（op.307） - ワルツ『春の声』（op.410） - ワルツ『国王の歌』（op.334） - ワルツ『新しいウィーン』（op.342） - ワルツ『ドナウの乙女』（op.427） |